# 5822 Masakichi
5822 Masakichi este un asteroid din centura principală de asteroizi.

## Descriere
5822 Masakichi este un asteroid din centura principală de asteroizi. A fost descoperit pe 21 noiembrie 1989 la Okutama de Tsutomu Hioki și Shuji Hayakawa. Asteroidul prezintă o orbită caracterizată de o semiaxă mare de 2,41 ua, o excentricitate de 0,18 și o înclinație de 5,8° în raport cu ecliptica.